# Riksväg 52, Sverige
Riksväg 52 går mellan Nyköping och Kumla, via Katrineholm. Längden är cirka 130 kilometer.
Vägen används också för att resa från orter längs vägen till Örebro eller omvänt, varvid Länsväg 207 används eller riksväg 51 från Kvarntorpsrondellen.

## Standard och planer
Vägen är landsväg hela sträckan. Trafikplatsen med E20 är korsningsfri och motorvägsklassad även för riksväg 52, men det är bara själva trafikplatsen. Sträckan gående i Nyköpings kommun från Nyköping förbi Skavsta flygplats till Vrena har en bred vägmarginal som lämpar sig väl för landsvägscykling. Efter Vrena smalnar vägen av och är en typisk landsväg till dess slut.

## Historia
Riksväg 52 gick till 1985 bara sträckan Katrineholm-Kumla, medan sträckan Katrineholm-Bettna hette länsväg 220 och sträckan Bettna-Nyköping hette riksväg 58. 1985 förlängdes alltså 52:an till Nyköping samtidigt som beteckningen Riksväg 58 avskaffades. Före riksvägsreformen 1962 hette vägen Kumla-Läppe(-Eskilstuna) länsväg 214, Läppe-Katrineholm(-Järna) länsväg 225 och Katrineholm-Nyköping länsväg 220.

## Trafikplatser, korsningar och anslutningar
|  | Nr  | Namn                   | Skyltning                               |
|  | --- | ---------------------- | --------------------------------------- |
|  | 133 | Trafikplats Hållet     | Stockholm Helsingborg; Nyköping Centrum |
|  |     | i Nyköping             | Eskilstuna                              |
|  |     | nära Nyköping          | Skavsta                                 |
|  |     | i Bettna               | Flen                                    |
|  |     | i Katrineholm          | Uppsala, Västerås, Södertälje           |
|  |     | i Läppe                | Eskilstuna                              |
|  |     | i Odensbacken          | Örebro                                  |
|  |     | i Sköllersta           | Norrköping                              |
|  | 107 | Trafikplats Byrstatorp | Stockholm Göteborg; Jönköping Örebro    |